# Édouard Daladier
Édouard Daladier (Carpentras, 18 de junho de 1884 — Paris, 10 de outubro de 1970) foi um político francês, membro do Partido Radical, e que ocupou o cargo de Presidente do Conselho (cargo correspondente a primeiro-ministro) da França por 3 vezes.

## Biografia
Daladier nasceu em Carpentras e começou sua carreira política antes da Primeira Guerra Mundial. Durante a guerra, ele lutou na Frente Ocidental e foi condecorado por seu serviço. Após a guerra, ele se tornou uma figura de liderança no Partido Radical e primeiro-ministro em 1933 e 1934. Daladier foi ministro da Defesa de 1936 a 1940 e primeiro-ministro novamente em 1938. Como chefe de governo, ele expandiu o estado de bem-estar francês em 1939.
Junto com Neville Chamberlain, Benito Mussolini e Adolf Hitler, Daladier assinou o Acordo de Munique em 1938, que deu à Alemanha nazista o controle sobre os Sudetos. Após a invasão da Polônia por Hitler em 1939, a Grã-Bretanha e a França declararam guerra à Alemanha. Durante a Guerra da Mentira, o fracasso da França em ajudar a Finlândia contra a invasão da União Soviética durante a Guerra de Inverno levou à renúncia de Daladier em 21 de março de 1940 e sua substituição por Paul Reynaud. Daladier permaneceu Ministro da Defesa até 19 de maio, quando Reynaud assumiu pessoalmente a pasta após a derrota francesa em Sedan.
Após a queda da França, Daladier foi julgado por traição pelo governo de Vichy durante o Julgamento de Riom e preso primeiro em Fort du Portalet, depois no campo de concentração de Buchenwald e, finalmente, no Castelo de Itter. Após a Batalha do Castelo Itter, Daladier retomou sua carreira política como membro da Câmara dos Deputados francesa de 1946 a 1958. Ele morreu em Paris em 1970.

## Primeiro ministério de Daladier, 31 de janeiro – 26 de outubro de 1933
Ver Gabinete Daladier I
- Édouard Daladier - Presidente do Conselho e Ministro da Guerra
- Eugène Penancier - Vice-Presidente do Conselho e Ministro da Justiça
- Joseph Paul-Boncour - Ministro das Relações Exteriores
- Camille Chautemps - Ministro do Interior
- Georges Bonnet - Ministro das Finanças
- Lucien Lamoureux – Ministro do Orçamento
- François Albert – Ministro do Trabalho e Previdência Social
- Georges Leygues - Ministro da Marinha
- Eugène Frot - Ministro da Marinha Mercante
- Pierre Cot - Ministro do Ar
- Anatole de Monzie – Ministro da Educação Nacional
- Edmond Miellet - Ministro das Pensões
- Henri Queuille - Ministro da Agricultura
- Albert Sarraut - Ministro das Colônias
- Joseph Paganon – Ministro das Obras Públicas
- Charles Daniélou – Ministro da Saúde Pública
- Laurent Eynac - Ministro dos Correios, Telégrafos e Telefones
- Louis Serre - Ministro do Comércio e Indústria

Mudanças
- 6 de setembro de 1933 – Albert Sarraut sucede Leygues (falecido em 2 de setembro) como Ministro da Marinha. Albert Dalimier sucede Sarraut como Ministro das Colônias.

## Segundo ministério de Daladier, 30 de janeiro – 9 de fevereiro de 1934
Ver Gabinete Daladier II
- Édouard Daladier – Presidente do Conselho e Ministro dos Negócios Estrangeiros
- Eugène Penancier - Vice-Presidente do Conselho e Ministro da Justiça
- Jean Fabry - Ministro da Defesa Nacional e Guerra
- Eugène Frot - Ministro do Interior
- François Piétri – Ministro das Finanças
- Jean Valadier – Ministro do Trabalho e Previdência Social
- Louis de Chappedelaine - Ministro da Marinha Militar
- Guy La Chambre - Ministro da Marinha Mercante
- Pierre Cot - Ministro do Ar
- Aimé Berthod – Ministro da Educação Nacional
- Hippolyte Ducos – Ministro das Pensões
- Henri Queuille - Ministro da Agricultura
- Henry de Jouvenel - Ministro do Ultramar França
- Joseph Paganon – Ministro das Obras Públicas
- Émile Lisbonne – Ministro da Saúde Pública
- Paul Bernier - Ministro dos Correios, Telégrafos e Telefones
- Jean Mistler – Ministro do Comércio e Indústria

Mudanças
- 4 de fevereiro de 1934 – Joseph Paul-Boncour sucede Fabry como Ministro da Defesa Nacional e Guerra. Paul Marchandeau sucede Piétri como Ministro das Finanças.

## Terceiro ministério de Daladier, 10 de abril de 1938 – 21 de março de 1940
Ver Gabinete Daladier III, Gabinete Daladier IV e Gabinete Daladier V
- Édouard Daladier – Presidente do Conselho e Ministro da Defesa Nacional e Guerra
- Camille Chautemps - Vice-presidente do Conselho
- Georges Bonnet - Ministro das Relações Exteriores
- Albert Sarraut - Ministro do Interior
- Paul Marchandeau – Ministro das Finanças
- Raymond Patenôtre - Ministro da Economia Nacional
- Paul Ramadier - Ministro do Trabalho
- Paul Reynaud - Ministro da Justiça
- César Campinchi – Ministro da Marinha Militar
- Louis de Chappedelaine - Ministro da Marinha Mercante
- Guy La Chambre – Ministro do Ar
- Jean Zay – Ministro da Educação Nacional
- Auguste Champetier de Ribes - Ministro dos Veteranos e Pensionistas
- Henri Queuille - Ministro da Agricultura
- Georges Mandel - Ministro das Colônias
- Ludovic-Oscar Frossard – Ministro das Obras Públicas
- Marc Rucart – Ministro da Saúde Pública
- Alfred Jules-Julien - Ministro dos Correios, Telégrafos e Telefones
- Fernand Gentin - Ministro do Comércio

Mudanças
- 23 de agosto de 1938 – Charles Pomaret sucede Ramadier como Ministro do Trabalho. Anatole de Monzie sucede Frossard como Ministro das Obras Públicas.
- 1 de novembro de 1938 – Paul Reynaud sucede Paul Marchandeau como Ministro das Finanças. Marchandeau sucede Reynaud como Ministro da Justiça.
- 13 de setembro de 1939 – Georges Bonnet sucede Marchandeau como Ministro da Justiça. Daladier sucede Bonnet como Ministro das Relações Exteriores, permanecendo também Ministro da Defesa Nacional e Guerra. Raymond Patenôtre deixa o Gabinete e o cargo de Ministro da Economia Nacional é abolido. Alphonse Rio sucede Chappedelaine como Ministro da Marinha Mercante. Yvon Delbos sucede Zay como Ministro da Educação Nacional. René Besse sucede Champetier como Ministro dos Veteranos e Pensionistas. Raoul Dautry entra no Gabinete como Ministro dos Armamentos. Georges Pernot entra no Gabinete como Ministro do Bloqueio.